# Thirty Seconds Over Tokyo
Thirty Seconds Over Tokyo is een Amerikaanse oorlogsfilm uit 1944 onder regie van Mervyn LeRoy.

## Verhaal
Na het gezichtsverlies bij de aanval op Pearl Harbor hebben de VS dringend een overwinning tegen Japan nodig. Luitenant-kolonel Jimmy Doolittle heeft een plan. Hij zal zestien bommenwerpers laten vertrekken vanaf een vliegdekschip.

## Rolverdeling
| Acteur           | Personage          |
| ---------------- | ------------------ |
| Van Johnson      | Ted Lawson         |
| Robert Walker    | David Thatcher     |
| Tim Murdock      | Dean Davenport     |
| Don DeFore       | Charles McClure    |
| Herbert Gunn     | Bob Clever         |
| Phyllis Thaxter  | Ellen Lawson       |
| Stephen McNally  | Doc White          |
| Spencer Tracy    | James H. Doolittle |
| John R. Reilly   | Shorty Manch       |
| Robert Mitchum   | Bob Gray           |
| Scott McKay      | Davey Jones        |
| Donald Curtis    | Luitenant Randall  |
| Louis Jean Heydt | Luitenant Miller   |
| Bill Phillips    | Don Smith          |
| Douglas Cowan    | Brick Holstrom     |